# Xeramoeba apricaria
Xeramoeba apricaria är en tvåvingeart som beskrevs av Hesse 1956. Xeramoeba apricaria ingår i släktet Xeramoeba och familjen svävflugor. Inga underarter finns listade i Catalogue of Life.